# 蛍/RUN
「蛍/RUN」（ほたる/ラン）は、日本のロックバンド・レミオロメンのメジャー10作目（通算11作目）のシングル。

## 概要
- 前作「茜空」から約2ヶ月ぶりにして、一般流通としては初の両A面シングル[注 1]。
- 表題1曲目は松嶋菜々子主演の映画『眉山』の主題歌に[1]、表題2曲目はリクルートホールディングス『フロムエー』のCMソング[2]、カップリング曲はFM802『ACCESSキャンペーン』のキャンペーンソングに各々起用された[1][3]。映画のタイアップを手掛けるのは「太陽の下」以来2作ぶり、表題曲・カップリング曲全てにタイアップが付くのは初となった。
- 「太陽の下」以来2作ぶりにカップリング曲が収録された。
- ジャケットが異なる初回限定盤と通常盤の2形態で発売され、通常盤では表題1曲目と表題2曲目が入れ替わって収録された。
- 表題2曲目で『ミュージックステーション』に10度目の出演を果たした[4]。
- オリコンチャート初登場4位を獲得。5作連続でのトップ5入りと月間チャート入りを果たした。また、前作に引き続き日本レコード協会からゴールドディスク認定を受けている。

## 収録曲
1. 蛍 [5:03]
作詞・作曲：藤巻亮太
編曲：レミオロメン、小林武史
ストリングスアレンジ：小林武史、四家卯大
藤巻が『眉山』の脚本を読んで書き下ろした楽曲[3][5]。
2. RUN [5:14]
作詞・作曲：藤巻亮太
編曲：レミオロメン、小林武史
3. 幸せのカタチ [4:55]
作詞・作曲：藤巻亮太
編曲：レミオロメン、小林武史
ホーンアレンジ：小林武史、山本拓夫
初めて生の管楽器を取り入れて制作された。

## 参加ミュージシャン
レミオロメン
- 藤巻亮太：Vocal & Guitar
- 神宮司治：Drums
- 前田啓介：Bass

サポートミュージシャン
- 小林武史：Keyboards (全曲)
- 四家卯大ストリングス：Strings (#1)
- 山本拓夫：Sax (#3)
- 西村浩二：Trumpet (#3)
- 広原正典：Trombone (#3)
- 安達練：Computer Programmed

## タイアップ
- 東宝配給映画『眉山』主題歌 (#1)
- リクルートホールディングス『フロムエー』CMソング (#2)
- FM802『ACCESSキャンペーン』キャンペーンソング (#3)

## 収録アルバム
- 風のクロマ (#1,2,3)

## カバー
- 藤巻亮太 - 2019年4月3日リリースの「RYOTA FUJIMAKI Acoustic Recordings 2000-2010」で「蛍」をセルフカバー。